# George Wilson
George Wilson, detto Jiff (Meridian, 9 maggio 1942 – 29 luglio 2023), è stato un cestista statunitense, professionista nella NBA.

## Biografia
Venne selezionato dai Cincinnati Royals come scelta territoriale al Draft NBA 1964.
Con gli Stati Uniti disputò i Giochi olimpici di Tokyo 1964.

## Palmarès
- Campione NCAA (1962)